# Golden Record (álbum)
Golden Record é o terceiro álbum de estúdio da banda de Rock alternativo The Dangerous Summer, com lançamento previsto para 6 de agosto de 2013 pela Hopeless Records. A banda se apresentou como parte da Warped Tour Australia em novembro e dezembro.

## Recepção
O álbum foi geralmente bem recebido pelos críticos, com AbsolutePunk, Alther the Press e Rock Sound dando críticas positivas. Evan Lucy, revisor da Alternative Press, fez uma revisão mista, afirmando que o álbum é "uma vergonha".

## Track listing
| N.º | Título                    | Duração |  |
| 1.  | "Catholic Girls"          | 3:43    |  |
| 2.  | "Sins"                    | 3:31    |  |
| 3.  | "Drowning"                | 4:12    |  |
| 4.  | "Knives"                  | 3:51    |  |
| 5.  | "Honesty"                 | 3:45    |  |
| 6.  | "We Will Wait in the Fog" | 4:17    |  |
| 7.  | "Miles Apart"             | 5:04    |  |
| 8.  | "Into the Comfort"        | 3:18    |  |
| 9.  | "I'm So Pathetic"         | 3:38    |  |
| 10. | "Anchor"                  | 4:15    |  |

### Deluxe Version
| N.º | Título                        | Duração |  |
| 11. | "Sins (Remix)"                | 3:54    |  |
| 12. | "Catholic Girls (Remix)"      | 3:48    |  |
| 13. | "Miles Apart (Remix)"         | 5:28    |  |
| 14. | "Sins (Versão demo acústica)" | 2:16    |  |